# Liasis dubudingala
A Liasis dubudingala a hüllők (Reptilia) osztályának a pikkelyes hüllők (Squamata) rendjébe, ezen belül a pitonfélék (Pythonidae) családjába tartozó fosszilis faj.

## Előfordulása
A Liasis dubudingala a pliocén kori Ausztráliában élt, körülbelül 4,5 millió évvel ezelőtt.
E fajból eddig csak egy példány került elő. A maradvány, amely csak néhány csgolyából (koponya nélkül) áll, Északkelet-Queenslandből került elő. Az állatot a Bluff Downs Station melletti Allingham Formation-ban találták meg.

## Megjelenése
A talált maradványok alapján, a kutatók szerint a Liasis dubudingala körülbelül 9 méter hosszú lehetett.

## Életmódja
Valószínűleg, mint a mai rokonai éjszaka volt tevékeny és a fák koronái között élt. Táplálékai között madarak, kis fán élő emlősök és akár fiatal diprotodontidék is szerepelhettek.

## Szaporodása
A nőstény tojásokat tojhatott, amelyeket aztán, mai rokonaihoz hasonlóan maga költött ki.